# Michelle Pearson
Michelle Robyn Pearson (ur. 22 kwietnia 1962) – australijska pływaczka. Brązowa medalistka olimpijska z Los Angeles.
Zawody w 1984 były jej drugimi igrzyskami olimpijskimi, debiutowała w 1980. Medal, pod nieobecność sportowców z części krajów tzw. Bloku Wschodniego, zdobyła na dystansie 200 metrów stylem zmiennym. Zdobyła dwa medale Igrzysk Wspólnoty Narodów w 1982, srebro na dystansie 400 metrów stylem zmiennym i brąz na 200 metrów tym stylem. W 1986 zwyciężyła w sztafecie stylem dowolnym. 